# Chung Hoon
Chung Hoon (* 29. April 1969) ist ein ehemaliger südkoreanischer Judoka. Er war Olympiadritter 1992 und Weltmeister 1993 im Leichtgewicht, der Gewichtsklasse bis 71 Kilogramm.

## Sportliche Karriere
Chung Hoon gewann bei den Asienspielen 1990 in Peking. Bei den Weltmeisterschaften 1991 in Barcelona unterlag er im Viertelfinale Wladimeri Dgebuadse aus der Sowjetunion. Mit Siegen in der Hoffnungsrunde über Dan Hatano aus den Vereinigten Staaten, den Franzosen Patrick Rosso und den Ungarn Bertalan Hajtós sicherte er sich eine Bronzemedaille. Im November 1991 siegte er bei den Asienmeisterschaften in Osaka. 
Anfang 1992 gewann Chung Hoon das Tournoi de Paris. Bei den Olympischen Spielen 1992 in Barcelona siegte er in seinen ersten vier Kämpfen, im Halbfinale unterlag er Bertalan Hajtós nach 4:54 Minuten. Der Kampf um eine Bronzemedaille gegen den Franzosen Bruno Carabetta endete durch Yusei-gachi (Schiedsrichterentscheid) zugunsten des Südkoreaners.
Bei den Weltmeisterschaften 1993 in Hamilton gewann Chung Hoon im Halbfinale gegen den Franzosen Patrick Rosso, im Finale bezwang er Bertalan Hajtós. 1994 gewann er die Goodwill Games in Sankt Petersburg und erkämpfte den Titel bei den Asienspielen 1994 in Hiroshima.
Chung Hoon war später Trainer des südkoreanischen Nationalteams.